# Mick Brown
Mick Brown (* 8. září 1956 Los Angeles, Kalifornie, USA) je americký rockový bubeník. Na bicí se začal učit v roce 1964, kdy mu první lekci dal Mickey Hart, který se o dva roky později stal členem skupiny Grateful Dead. V letech 1980–1989 a od roku 1993 dodnes hraje se skupinou Dokken. Podílel se rovněž na akci Hear 'n Aid. Od roku 2006 je členem doprovodné skupiny Teda Nugenta. V roce 2011 založil superskupinu Tooth and Nail. V červenci 2012 byl začalován za krádež golfového vozíku.